# De Vita Beata

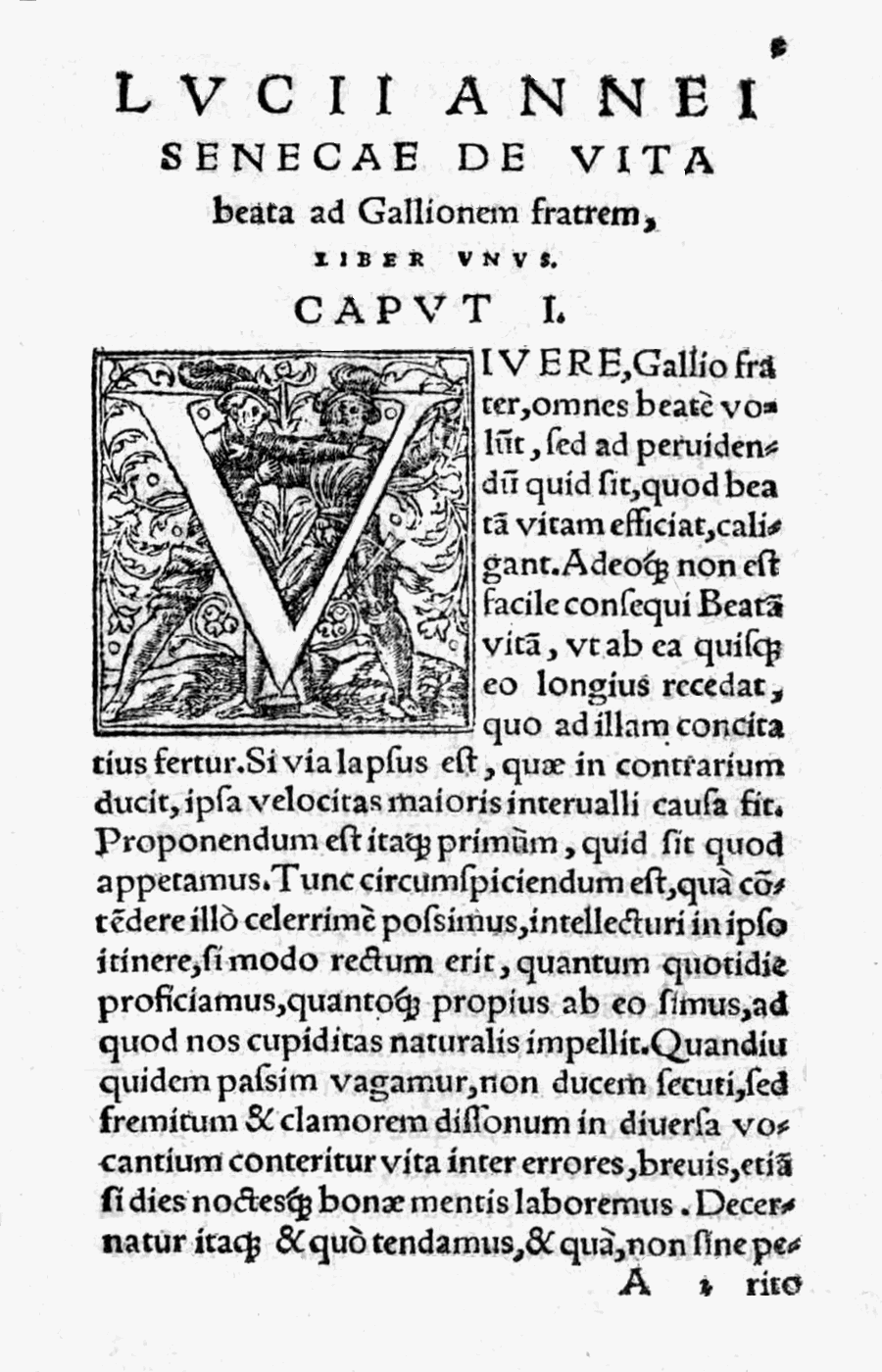
Da edição de 1543, publicada por Antonio Constantino.

O diálogo De Vita Beata ("A Vida Feliz" / "Da Felicidade"), escrito por volta do ano 58 dC., explica que a busca da felicidade é a busca da razão, tendo sido destinado ao seu irmão mais velho, Gálio, a quem Sêneca também dedicou seu diálogo De Ira ("Sobre a Ira").
A principal coisa a entender sobre o texto é o próprio título: Feliz aqui não tem a conotação moderna de se sentir bem, mas é o equivalente da palavra grega eudaimonia, que é melhor compreendida como uma vida digna de ser vivida, um estado de plenitude do ser. Para Sêneca e para os estoicos, a única vida que vale a pena ser vivida é aquela de retidão moral, o tipo de existência à qual olhamos no final e podemos dizer honestamente que não nos envergonhamos.
Logo no primeiro parágrafo Sêneca dá a linha da argumentação estoica: Não devemos ter a felicidade como objetivo: “não é fácil alcançar a felicidade já que quanto mais avidamente um homem se esforça para alcançá-la mais ele se afasta”. A solução é ter como objetivo a virtude. A felicidade será consequência. 
No ensaio Sêneca faz grande oposição ao epicurismo, corrente filosófica que valoriza o prazer como fonte de felicidade, como vemos no capítulo X: “Você se dedica aos prazeres, eu os controlo; você se entrega ao prazer, eu o uso; você pensa que é o bem maior, eu nem penso que seja bom: por prazer não faço nada, você faz tudo.” No XV, Sêneca explica por que não se pode simplesmente associar a virtude ao prazer. O problema é que, mais cedo ou mais tarde, o prazer o levará a territórios não virtuosos: “Você não oferece à virtude uma base sólida e imóvel se você a colocar sobre o que é instável”.
O capítulo XX fornece uma lista de regras estoicas pelas quais Sêneca está tentando viver. Vale a pena considerá-las na íntegra:
•	Eu vou encarar a morte ou a vida a mesma expressão de semblante; 
•	Eu desprezarei as riquezas quando as tiver tanto quanto quando não as tiver;
•	Verei todas as terras como se pertencessem a mim, e as minhas terras como se pertencessem a toda a humanidade;
•	Seja o que for que eu possua, eu não vou acumulá-lo avidamente nem o desperdiçar de forma imprudente;
•	Não farei nada por causa da opinião pública, mas tudo por causa da consciência;
•	Ao comer e beber, meu objetivo é extinguir os desejos da natureza, não encher e esvaziar minha barriga;
•	Eu serei agradável com meus amigos, gentil e suave com meus inimigos;
•	Sempre que a Natureza exigir minha vida, ou a razão me pedir que a rejeite, vou desistir desta vida, chamando a todos para testemunhar que amei uma boa consciência e boas atividades;
A profundidade do pensamento, a vivacidade do estilo e os ricos exemplos que o filósofo apresenta para confirmar suas teses tornam a leitura de “A Vida Feliz” extremamente prazerosa.

## Tópicos
O trabalho pode ser claramente dividido em duas partes. Na primeira parte (§ 1-17), Sêneca define o conceito de vida feliz e discute como isso pode ser alcançado. Esta parte também contesta as doutrinas epicuristas. Na segunda parte (§17-28), Sêneca discute a relação dos ensinamentos filosóficos com a vida pessoal. Parte dela (§21-24) é especificamente dedicada a responder a objeções contra a posse de riqueza.

## Ligações Externa
- Aubrey Stewart (1900):  Obras relacionadas com Of a Happy Life no Wikisource
- De Vita Beata – Latin text at The Latin Library